# Instituto de Música da Universidade Católica do Salvador
O Instituto de Música da Universidade Católica do Salvador (IMUCSAL), antigo Instituto de Música da Bahia, é uma faculdade de música fundada em 1897, "historicamente, a segunda escola de música fundada no Brasil e regulamentada pelos órgãos governamentais", vinculado à Universidade Católica do Salvador.

## Histórico
Fundado em 1897 como Conservatório de Música da Bahia, era um anexo da Escola de Belas Artes e como tal funcionou até 1917 quando efetivou o processo de separação, vindo a ser no ano seguinte o Instituto de Música da Bahia com nova diretoria e novas diretrizes.
Havia, no começo do século XX, duas outras principais escolas de música na capital baiana, além do Instituto: a Escola Normal de Música da Bahia, de Pedro Irineu Jatobá, e o Curso de Música da maestrina Zulmira Silvany — sendo que ambos haviam sido professores do Conservatório e, por divergências ali havidas, criaram seus próprios estabelecimentos.
Em 1958 o médico e músico Wenceslau Pires da Veiga criou um grupo musical composto por outros profissionais da área da saúde e que se reunia em sua residência (grupo este citado no romance Dona Flor e Seus Dois Maridos, de Jorge Amado) e, depois de várias mudanças de local, na casa do maestro Agenor Gomes onde funcionou até seu falecimento em 1970 quando a então diretora do Instituto (ainda não vinculado à UCSAL), Maria Dulce Calmon de Bittencourt Pinto de Almeida, propôs que a mesma ficasse ligada à instituição, já que estava sob a direção do seu professor Flávio Alexandrino Gomes; feita a união, este serviu não apenas durante os eventos do Instituto, como ainda auxiliando na formação dos alunos dos cursos de Licenciatura e de Instrumento Musical; permaneceu ligado ao IMUCSAL até o ano de 1993 quando a mudança na direção da escola provocou o rompimento com o grupo que, em 1995, formalizou-se legalmente como "Ateneu Musical" nomeado em homenagem a Osvaldo Devay de Souza, um de seus mais ilustres integrantes e benfeitor.

## Ex-alunos
- Carlos Coqueijo[4]
- Nilde Almeida[5]